# Mangatano
Mangatano – gmina na Madagaskarze, w regionie Vakinankaratra, w dystrykcie Antsirabe II. W 2001 roku zamieszkana była przez 7 821 osób. Siedzibę administracyjną stanowi miejscowość Mangatano.